# Parti communiste de Biélorussie

Drapeau du Parti communiste de Biélorussie.

Le Parti communiste de Biélorussie (Камуністы́чная па́ртыя Белару́сі ou Kamounistytchnaïa Partyia Belaroussi en biélorusse et Коммунистическая партия Белоруссии ou Kommounistitcheskaïa Partia Bieloroussi en russe, KPB) est un parti politique d'idéologie communiste et marxiste-léniniste, fondé en 1996 à la suite d’une scission du Parti de la gauche biélorusse « Un monde juste ».
Contrairement au parti dont il est issu, le PCB est membre de la majorité présidentielle d’Alexandre Loukachenko. Il est également considéré comme moins pro-occidental. Dirigé par Aliaksiej Sokal (be), le KPB est le principal parti représenté au Parlement, la majorité des députés biélorusses étant théoriquement des indépendants.
Pendant les manifestations de 2020 en Biélorussie, le Parti communiste a participé à des rassemblements de soutien au président Loukachenko,.